# Paulo Pedroso
Paulo José Fernandes Pedroso (Aveiro, 28 de abril de 1965) é um professor de ensino superior e político português.

## Biografia
Paulo Pedroso é licenciado em Sociologia e pós-graduado em Sociologia Rural e Urbana pelo ISCTE - Instituto Universitário de Lisboa.
Entre 1993 e 1997, foi membro da Assembleia Municipal de Almada.
Entre 1996 e 1997, foi membro do Conselho Económico e Social.
Como presidente da Comissão Nacional do Rendimento Mínimo, foi o responsável pelo projeto de criação do rendimento mínimo garantido.
No XIII Governo Constitucional, presidido por António Guterres, Paulo Pedroso foi Secretário de Estado do Emprego e Formação (1997-1999).
No XIV Governo Constitucional, igualmente presidido por António Guterres, desempenhou os cargos de Secretário de Estado do Trabalho e Formação (1999-2001) e de Ministro do Trabalho e da Solidariedade (2001-2002).
Foi deputado do Partido Socialista nas VIII (1999-2002) e IX (2002-2005) legislaturas da Assembleia da República. Em 2002 e 2003, foi vice-presidente do Grupo Parlamentar do Partido Socialista.
Nas eleições autárquicas portuguesas de 2009, foi cabeça de lista pelo Partido Socialista à presidência da Câmara Municipal de Almada, tendo sido derrotado pela então presidente, Maria Emília de Sousa, que se havia recandidatado ao cargo.
Em janeiro de 2020, anunciou ter deixado de ser militante do PS..
Em abril de 2020, tendo em consideração as suas qualificações nas áreas do mutualismo e do terceiro setor da economia, foi contratado pela Associação Mutualista Montepio Geral, com o objetivo de realizar estudos para a instituição nessas áreas no quadro da reformulação que a mesma pretende operar.
Em setembro de 2020, foi anunciado que Pedroso faria parte das estrutura organizativa da candidatura da amiga Ana Gomes às eleições presidenciais portuguesas de 2021.
Um estudo realizado pela empresa de consultoria de comunicação Imago-Llorente & Cuenca, em parceria com a Universidade Católica Portuguesa, divulgado em março de 2015, colocou Paulo Pedroso em sétimo lugar na lista dos políticos portugueses mais influentes na rede social Twitter, numa lista liderada pelo líder do partido político LIVRE, Rui Tavares.
Em setembro de 2020, com efeitos retroativos a abril, a Santa Casa de Lisboa contratou Paulo Pedroso por 3700 euros mensais como consultor externo.

## O caso Casa Pia
Em maio de 2003, foi detido na Assembleia da República, onde era deputado eleito pelo PS, e colocado em prisão preventiva no Estabelecimento Prisional de Lisboa, por suspeita de 15 crimes de abuso sexual de menores, no âmbito do Processo Casa Pia. Em conferência de imprensa, antes de ser detido, Paulo Pedroso declarou ser inocente, ladeado por António Costa, então líder parlamentar do PS, e Eduardo Ferro Rodrigues, então secretário-geral do PS. O seu irmão, João Pedroso, suspendeu as funções de membro do Conselho Superior da Magistratura. António Guterres mostrou disponibilidade para ser testemunha abonatória de Paulo Pedroso e o então primeiro-ministro, José Manuel Durão Barroso, salientou que todos os cidadãos tinham direito à presunção de inocência. Ferro Rodrigues dirigiu severas críticas à justiça e considerou que a detenção de Paulo Pedroso era uma cabala da coligação PSD/CDS contra o PS, tendo transmitido essa posição, em conversa telefónica com António Costa, a diversas figuras influentes da sociedade portuguesa, a quem transmitia que o caso contra Paulo Pedroso era uma vingança do então presidente do CDS-PP, Paulo Portas, que era visado no processo da Universidade Moderna. Paulo Pedroso foi acusado, no âmbito do Processo Casa Pia, de abuso sexual de menores, motivo pelo qual foi constituído arguido no processo. Durante a fase de inquérito em que foi detido, em plena Assembleia da República, suspendeu o cargo de deputado. Paulo Pedroso esteve em prisão preventiva durante cinco meses, até outubro de 2003, quando o Tribunal da Relação de Lisboa concedeu provimento a um recurso de Paulo Pedroso, alegando ausência de indícios que permitissem imputar a Paulo Pedroso a prática de qualquer crime.
Em 2006 ficou livre de acusações, pois, no âmbito da fase instrutória, o Tribunal de Instrução Criminal considerou que não havia fundamento para ser levado a julgamento pelos 23 crimes de abuso sexual de menores de que vinha acusado, alegando que existia inconsistência das testemunhas e dos elementos probatórios recolhidos. Contudo, nunca foi explicada a razão pela qual foi identificado, através de fotografia constante do álbum da Polícia Judiciária, por alguns dos jovens vítimas de abuso sexual de menores. Na sequência desta decisão, Paulo Pedroso moveu ações contra o Estado e contra os denunciantes, ações que perdeu nos tribunais nacionais.
No processo que moveu contra o Estado, Paulo Pedroso alegou erro grosseiro cometido pelo juiz do processo Casa Pia na sua prisão preventiva, pelo que pedia uma indemnização no valor de €800.000,00. O tribunal de primeira instância apenas decidiu a atribuição de uma indemnização no valor de €100 000,00. No entanto, o Ministério Público recorreu da decisão e tanto o Tribunal da Relação de Lisboa como o Supremo Tribunal de Justiça consideraram não ter existido "erro grosseiro", mencionando que havia "fortes indícios da prática de vários crimes de abuso sexual de crianças, puníveis com pena de prisão de máximo superior a três anos", alegando também o risco de "perturbação séria do inquérito e um sentimento de insegurança e de intranquilidade públicas". Paulo Pedroso moveu ainda um processo por difamação contra Carlos Silvino, que afirmou ter visto Paulo Pedroso na casa de Elvas onde teriam ocorrido abusos sexuais de menores, e Carlos Silvino acabou por fazer um pedido de desculpas e pagar uma indemnização simbólica de um cêntimo a Paulo Pedroso, alegando que estava sob efeito de medicação no momento dos interrogatórios policiais e que foi induzido pela Polícia Judiciária a apontar Paulo Pedroso como culpado, por lhe terem sido mostradas fotografias de Paulo Pedroso.
Porém, o Tribunal Europeu dos Direitos do Homem (TEDH) deu razão a Paulo Pedroso. De acordo este Tribunal, no momento da detenção do ex-ministro, que ficou em prisão preventiva, "não havia suspeitas plausíveis de abuso sexual porque não tinha sido identificado pessoalmente" pelas vítimas. O Tribunal declarou igualmente que as razões apresentadas para a sua detenção "não eram relevantes nem suficientes", tal como já tinha sido decidido pelo Tribunal de Relação em 2003. Além disso, acrescenta a decisão, "as autoridades judiciais não consideraram a aplicação de medidas alternativas à prisão preventiva". O TEDH condenou o Estado português a indemnizar Paulo Pedroso no valor de 68.555 mil euros.